# 1712
1712 (MDCCXII) je bilo prestopno leto, ki se je po gregorijanskem koledarju začelo na petek, po 11 dni počasnejšem julijanskem koledarju pa na torek.
Po švedskem koledarju je bilo 1712 prestopno leto, ki se je začelo na ponedeljek, vendar je 29. februarju sledil dodaten prestopni dan (30. februar) tako da se je švedsko štetje dni znova uskladilo z julijanskim koledarjem. Država je prevzela gregorijanski koledar šele leta 1753.

## Dogodki
- 1. januar

## Rojstva
- 24. januar - Friderik II. Veliki, pruski kralj († 1786)
- 28. junij - Jean-Jacques Rousseau, švicarsko-francoski filozof († 1778)

## Smrti
- 14. september - Giovanni Domenico Cassini, italijansko-francoski matematik, astronom, inženir (* 1625)

Neznan datum
- Baltadži Mehmed Paša, osmanski državnik (* 1662)